# Apiciopsis emilia
Apiciopsis emilia là một loài bướm đêm trong họ Geometridae.